# Університет Марії Кюрі-Склодовської
Університет Марії Кюрі-Склодовської (пол. Uniwersytet Marii Curie-Skłodowskiej w Lublinie) — один із найбільших державних вищих навчальних закладів Польщі, заснований 23 жовтня 1944 року як альтернатива для Люблінського католицького університету. Організатором і першим ректором закладу був Генрик Раабе. Згідно з рейтингом Research.com,займає 18 місце, на 37 класифікованих польських вищих навчальних закладів, а також 1534 в світовому позиціонуванні.

## Історія
Університет був заснований 23 жовтня 1944 навчального року, спочатку з чотирма факультетами: медицини, природничих наук, сільського господарства та ветеринарії. Менш ніж за три місяці виник п'ятий — фармацевтичний факультет. Урочисте відкриття першого навчального року відбулося 14 січня 1945 року.
Серед наукових кадрів закладу на той момент було 42 професори, у тому числі з Львівського та Вільнюського університетів. Організатором і першим ректором університету був зоолог, професор Генрик Раабе.
Таким профіль університету залишався до 50-х років XX століття. У 1949 році в університеті відкрито юридичний факультет. Через рік від університету відокремилися факультети медицини і фармації, які дали початок Медичній академії (нині Медичний університет). У 1951 році тодішній факультет математики та природничих наук розділився на два факультети: математики, фізики і хімії, а також біології та наук про Землю. Рік по тому відкрився гуманітарний факультет, а в 1953 — зоотехнічний.
Істотна реорганізація структури університету відбулася в 1955 році, коли від університету відокремилися факультети сільського господарства, ветеринарний і зоотехнічний, що стали основою Академії сільського господарства. У другій половині 50-х років в університеті працювало 414 осіб, у тому числі 55 професорів і доцентів та 145 допоміжних наукових працівників. Заняття відвідували 1389 слухачів.
Черговість прізвищ Марії Склодовської-Кюрі в назві університету є нехарактерною для польської мови і була запозичена із французької мови. Сама нобелівська лауреатка вживала обидва варіанти написання свого прізвища .
З 2001 року університет був активним членом розміщеної в його стінах фундації "Europejskie Kolegium Polskich i Ukraińskich Uniwersytetów" . Належала до списку чільних українських організацій Польщі..

## Факультети
| Назва факультету                            | Назва польською                                 | Ключові роки          | Інтернет-сторінка |
| ------------------------------------------- | ----------------------------------------------- | --------------------- | ----------------- |
| Мистецький факультет                        | Wydział Artystyczny                             | 1989/(1997)           | WA                |
| Факультет біології та біотехнології         | Wydział Biologii i Biotechnologii               | 1944/(1952)/2011      | WBiB              |
| Хімічний факультет                          | Wydział Chemii                                  | 1944/(1989)           | WCh               |
| Економічний факультет                       | Wydział Ekonomiczny                             | 1965                  | WE                |
| Факультет філософії та соціології           | Wydział Filozofii i Socjologii                  | 1990                  | WFiS              |
| Гуманітарний факультет                      | Wydział Humanistyczny                           | 1952                  | WH                |
| Факультет математики, фізики та інформатики | Wydział Matematyki, Fizyki i Informatyki        | 1944/1952/1989/(2001) | WMFI              |
| Факультет наук про землю та благоустрою     | Wydział Nauk o Ziemi i Gospodarki Przestrzennej | 1944/(1952)/2011      | WNoZiGP           |
| Факультет педагогіки та психології          | Wydział Pedagogiki i Psychologii                | 1973                  | WPiP              |
| Факультет політології                       | Wydział Politologii                             | 1993                  | WP                |
| Факультет права та адміністрації            | Wydział Prawa i Administracji                   | 1949                  | WPiA              |
| Філіал в Пулавах                            | Wydział Zamiejscowy w Puławach                  | 2013                  | WZwP              |

Напрямки навчання: бакалаврат та магістратура
Факультет мистецтв:
·       художня освіта в галузі образотворчого мистецтва,
·       художня освіта в галузі музичного мистецтва,
·       графічне мистецтво (навчання ведеться також англійською мовою),
·       джаз і сценічна музика,
·       живопис.
Факультет біології та біотехнології:
·       біологія (навчання також ведеться англійською мовою),(спеціальності: біологія медична,біоінформатика,біологія середовища,мікробіологія,біохімія з біологією молекулярною)
·       біотехнологія.
Хімічний факультет:
·       Хімія (навчання ведеться також англійською мовою для іноземців),(спеціальності: аналітика хімічна, хімія криміналістична, хімія біоактивних речовин і косметики)
·       інженерія полімерів,
·       інженерія волоконної оптики.
Економічний факультет:
·       економічна аналітика,
·       екобізнес,
·       економіка,
·       фінанси та облік,
·       логістика,
·       міжнародні економічні відносини
·       право і бізнес,
·       менеджмент
·       бізнес-аналітика та наука про дані (навчання проводиться англійською мовою)
Факультет філософії та соціології:
·       Європейські студії,
·       філософія,
·       когнітивістика (навчання також проводиться англійською мовою),
·       соціальна творчість,
·       соціологія,
·       цифрова соціологія.
Факультет історії та археології:
·       археологія,
·       історія,
·       архівознавство та сучасна інформаційна діяльність,
·       геоархеологія,
·       історична та археологічна геовізуалізація,
·       історичний туризм
Філологічний факультет:
·       інформаційна архітектура,
·       електронне редагування та редакторські технології,
·       німецько-польська культурологія та перекладознавство,
·       португалістика, португальсько-бразильські студії
·       англійська філологія
·       німецька філологія,
·       романська філологія,
·       російська філологія,
·       україністика,
·       польська філологія,
·       польська філологія, глоттодидактика,
·       інформація в електронному суспільстві,
·       культурологія
·       прикладна лінгвістика
·       логопедія з аудіологією,
·       цифрові технології в культурній анімації.
Факультет математики, фізики та інформатики:
·       радіаційна безпека
·       фізика,
·       технічна фізика,
·       інженерія друку 3Д,
·       інженерія сучасних матеріалів,
·       інформатика,
·       математика,
·       математика у фінансах,
·       наука і технології (навчання проводиться англійською мовою).
Факультет наук про Землю та просторових наук:
·       Географія,
·       військова географія та кризовий менеджмент,
·       геоінформатика,
·       просторове управління,
·       Менеджмент туризму (навчання проводиться англійською мовою),
·       туризм та рекреація.
Факультет педагогіки та психології:
·       культурна анімація,
·       педагогіка,
·       спеціальна педагогіка,
·       дошкільна педагогіка та педагогіка раннього дитинства,
·       педагогіка ресоціалізації,
·       соціальна робота,
·       психологія.
Факультет політології та журналістики:
·       адміністрування та публічне управління
·       національна безпека,
·       журналістика та соціальні комунікації,
·       маркетинг і політичний лоббінг,
·       міжнародні відносини,
·       політологія
·       медіавиробництво,
·       зв'язки з громадськістю та інформаційний менеджмент
·       інформаційне суспільство
·       стратегічне східноєвропейське навчання
·       урбаністичне навчання
·       міжнародні відносини (навчання ведеться англійською мовою),
Факультет права та адміністрації:
·       адміністраційне право
·       внутрішня безпека,
·       право,
·       кримінологія
·       право та управління.
Філія факультету в Пулавах:
·       державне управління,
·       технічна хімія
·       фізіотерапія (спільно з Люблінським медичним університетом),
·       зв'язки з громадськістю та медіа-консалтинг,
·       фізичне виховання.
Міждисциплінарні напрямки:
·       сучасне матеріалознавство (WMFiI з WC)
·       математика та фінанси (WMFiI з EC)
·       інформаційне суспільство (WMFiI з WPiD).
З точки зору мовної освіти університет має такі підрозділи:
·       Центр викладання та сертифікації іноземних мов УМКС,
·       Центр польської мови та культури для полонії та іноземців,
·       Британський центр Університету Марії Кюрі-Склодовської,
·       Центр португальської мови в Камоенсі,
·       Центр російської мови та культури
·       Центр Східної Європи.
Докторські школи
Докторська школа гуманітарних наук і мистецтв:
·       Археологія,
·       філософія,
·       історія,
·       мовознавство,
·       літературознавство,
·       культурологія та релігієзнавство,
·       музичне мистецтво,
·       образотворче мистецтво та пам'яткознавство.
Докторська школа соціальних наук:
·       Економіка та фінанси
·       Соціально-економічна географія та просторове управління
·       Науки про соціальні комунікації та медіа
·       Політологія та державне управління
·       Менеджмент та науки про якість
·       Юридичні науки
·       Соціологічні науки
·       Педагогіка
·       Психологія
·       Міжнародні відносини
Докторська школа природничих та технічних наук:
·       Математика
·       Біологічні науки
·       Хімічні науки
·       Фізичні науки
·       Науки про Землю та навколишнє середовище
·       Сільське господарство та садівництво

## Галерея

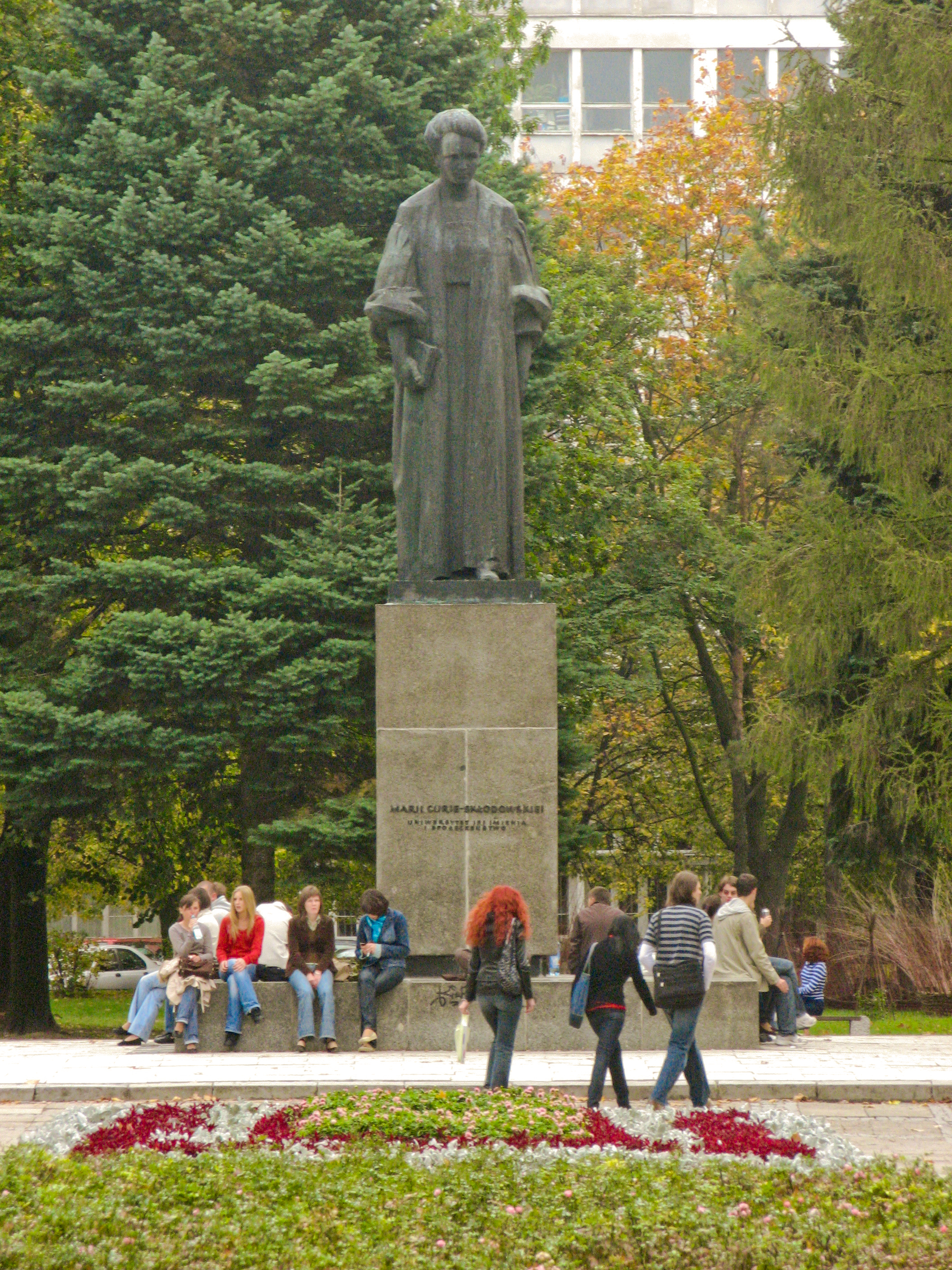
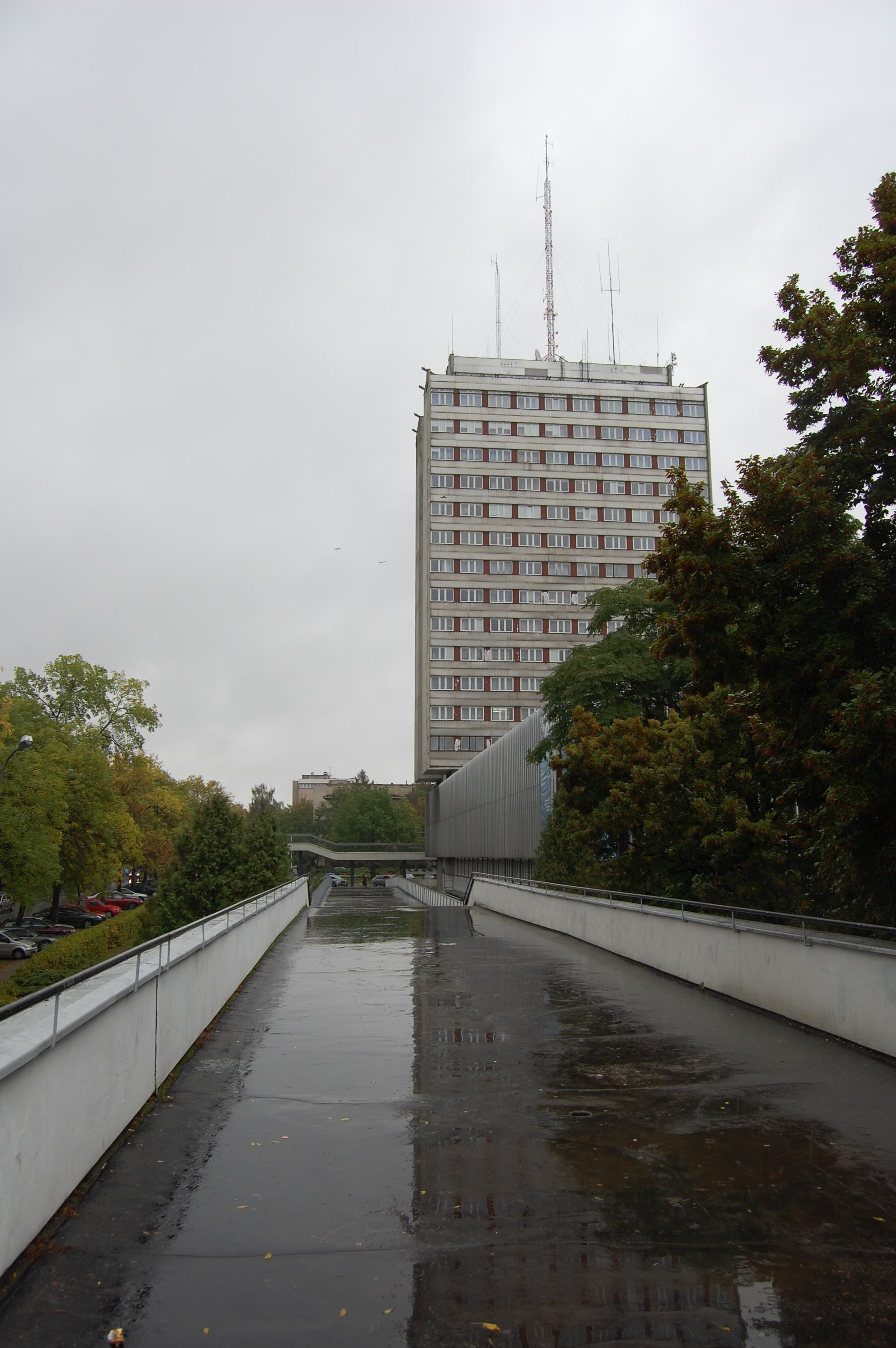
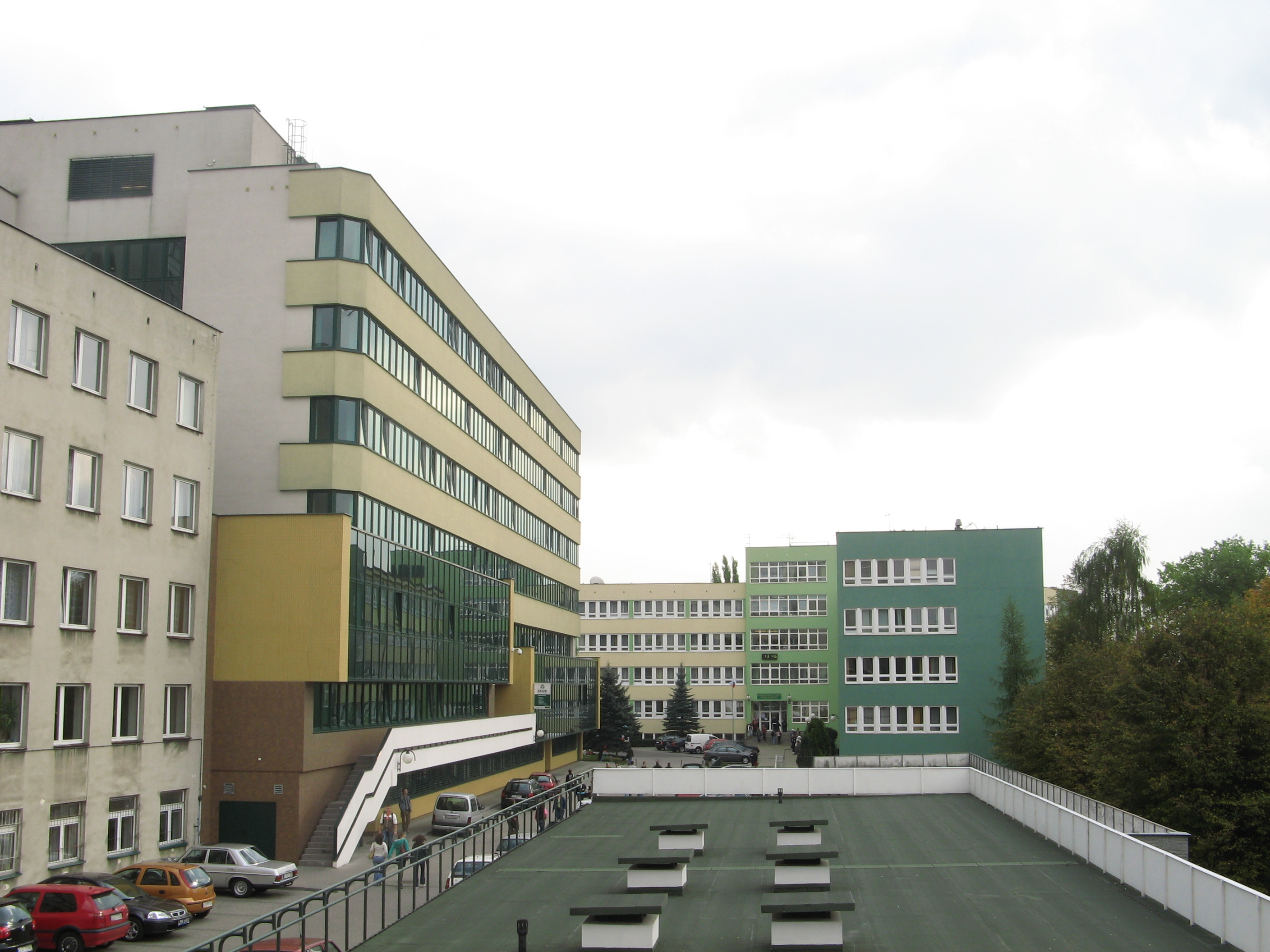
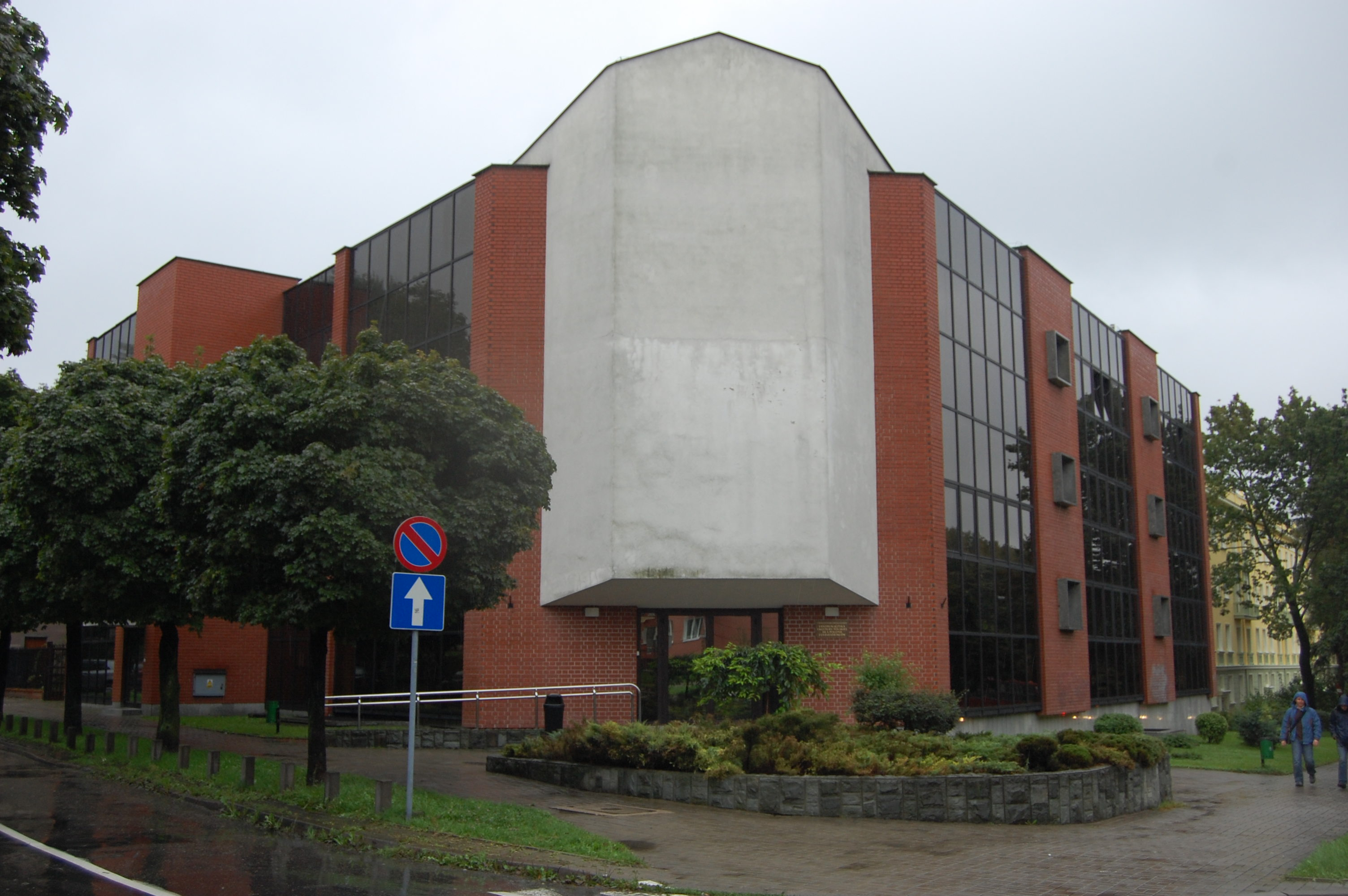

## Інтернет-ресурси
- Strona domowa UMCS w Lublinie